# Thylacoleo

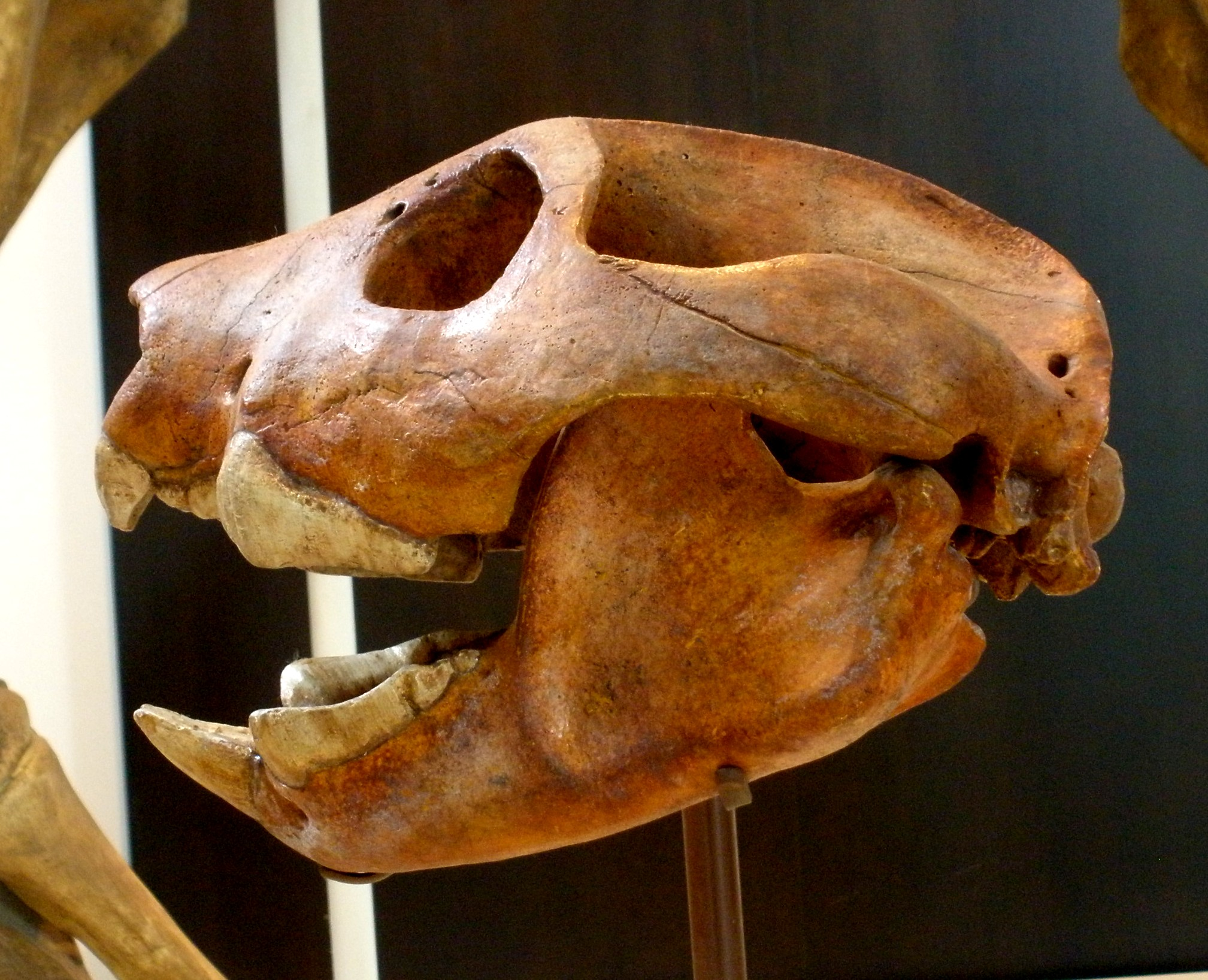
Cranio di Thylacoleo

Il leone marsupiale (gen. Thylacoleo) è un mammifero marsupiale estinto, vissuto in Australia dal Pliocene fino alla fine del Pleistocene (circa 50 000 anni fa).

## Falso felino
Quest'animale, benché imparentato con i canguri ed i koala, aveva uno stile di vita simile a quello degli attuali leoni e come questi aveva sviluppato caratteristiche corporee adatte a cacciare grosse prede, che di certo non mancavano nell'Australia del Pleistocene.
Il cranio del leone marsupiale era corto e massiccio, con mascelle potenti e muscoli molto forti per azionarle. Al posto dei canini, il leone marsupiale usava gli sviluppatissimi incisivi per mordere le prede. Il suo morso è ritenuto essere il più potente tra quello di tutti i mammiferi, attuali o estinti. Oltre agli incisivi, la dentatura era dotata di molari adatti a tranciare la carne.

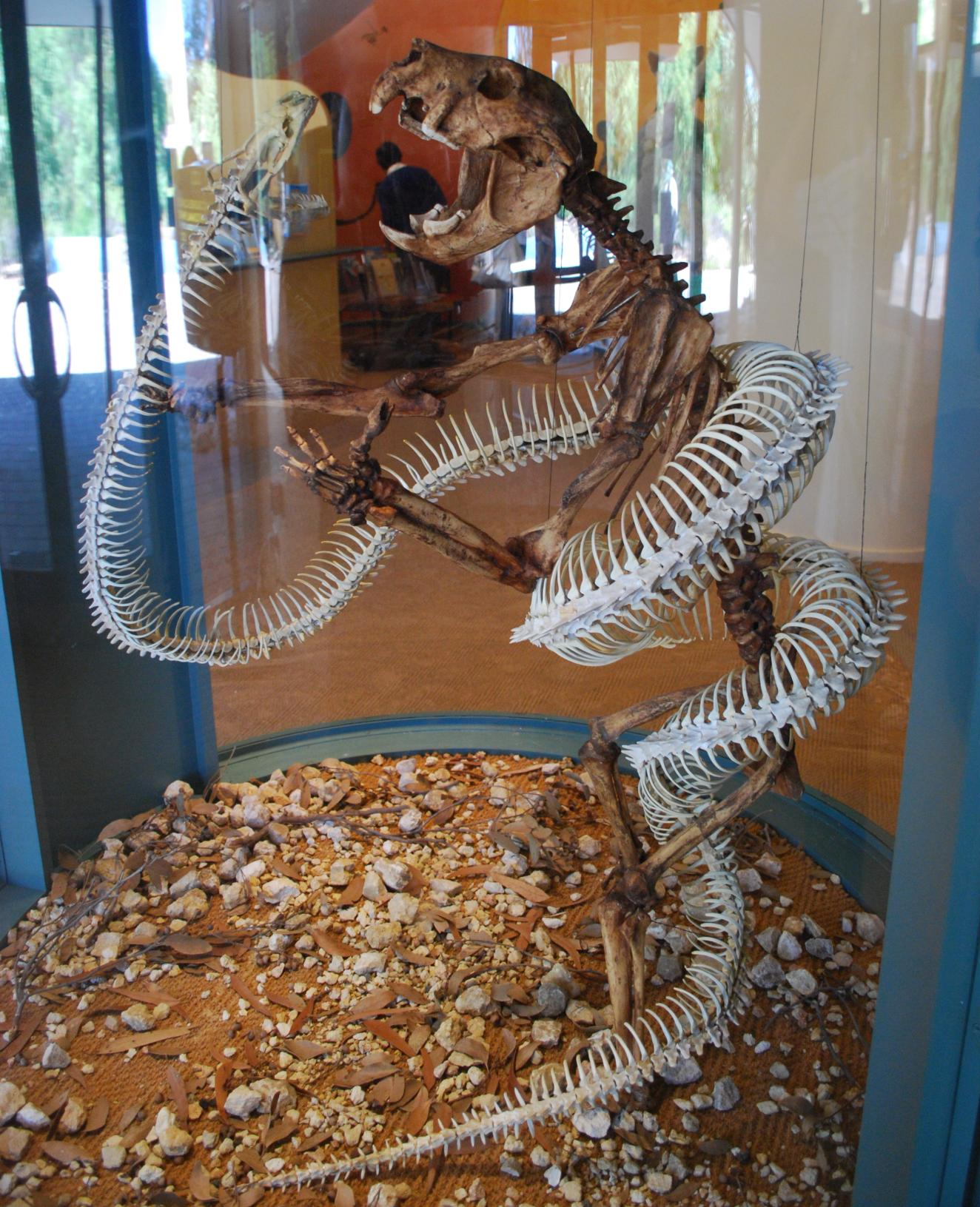
Scheletri di un Thylacoleo e di Wonambi naracoortensis montati in posizione di lotta

Altra caratteristica del leone marsupiale erano le zampe, in particolare quelle anteriori, estremamente forti e allungate; quando un leone marsupiale balzava addosso alla preda, le zampe servivano con tutta probabilità a schiacciarla contro il terreno, di fatto immobilizzandola. Un grande artiglio ricurvo, poi, era presente sul "pollice"; la funzione di questo artiglio protrattile era quella di sventrare l'animale immobile. I paleontologi pensano che le zampe anteriori così robuste servissero al leone marsupiale per arrampicarsi sugli alberi, portando con sé la preda appena uccisa, in un modo molto simile a quello del leopardo odierno.

## Varie specie e antenati
Le dimensioni del leone marsupiale variavano a seconda delle specie: si va da quelle di un puma per le specie più antiche (come Thylacoleo hilli) a quelle di una attuale leonessa per le specie pleistoceniche (come il famoso Thylacoleo carnifex), che aveva un peso compreso tra 100 e 130 chilogrammi e abituate a cacciare esemplari della megafauna australiana come i canguri giganti e i diprotodonti, grandi come rinoceronti. Nell'Oligocene e nel Miocene esistevano già esemplari della stessa famiglia, ma erano più piccoli: si ricordano Priscileo, della taglia di un grosso gatto, e Wakaleo, grande quanto un piccolo leopardo.

## L'estinzione
Esistono diverse teorie sulla sua estinzione, ma le più diffuse sono due: la prima vede la causa dell'estinzione nella caccia da parte dell'uomo, mentre la seconda la imputa ad un cambiamento climatico che portò l'Australia alla desertificazione. Oggi la seconda ipotesi è molto accreditata, ma il ruolo dell'uomo fu determinante. Infatti l'arrivo dell'uomo inflisse un duro colpo all'intera megafauna, portando le specie al limite con la caccia, ma soprattutto attraverso la deforestazione, che contribuì in modo decisivo al cambiamento climatico.

## Miti e leggende
È possibile che alcune storie del dreamtime degli aborigeni siano derivate da animali che un tempo coesistevano con i primi abitatori dell'Australia, dal momento che vi sono numerosi punti di contatto tra alcuni esemplari della megafauna e diversi esseri mitologici aborigeni.
In tempi recenti, invece, si è ipotizzata l'esistenza (più che altro favoleggiata) di un misterioso animale, detto "drop bear", che piomba giù dagli alberi per assalire turisti ignari. Questo "mito", nato nella seconda parte del ventesimo secolo, è probabilmente derivato da un miscuglio tra i koala giganti e il leone marsupiale. Altri animali misteriosi dell'entroterra australiano, come i gatti fantasma o il cosiddetto "iarri", potrebbero essere avvistamenti di qualche esemplare di leone marsupiale sopravvissuto. Il tutto, comunque, anche a detta di molti criptozoologi, è estremamente improbabile.